# Shane Geraghty
Pour les articles homonymes, voir Geraghty.

a Compétitions nationales et continentales officielles uniquement.

b Matchs officiels uniquement.
Dernière mise à jour le 22 février 2017.
Shane Joseph James Geraghty, né le 12 août 1986 à Coventry (Angleterre), est un joueur de rugby à XV international anglais évoluant généralement au poste de demi d'ouverture. Il est cependant très polyvalent et joue parfois aux postes de centre ou d'arrière.

## Carrière

### En club
Issu d'une famille anglaise de tradition rugbystique (ses deux frères Kieran et James sont joueurs de rugby), il découvre le rugby très jeune. Il embrasse la carrière de rugbyman professionnel en 2004 en rejoignant le club des London Irish. Avec le club londonien, il dispute la finale du Challenge européen en 2006 qu'il perd contre Gloucester, puis la finale du Guinness Premiership en 2009 également perdue contre les Leicester Tigers. Le 16 avril 2009, il signe un contrat de deux ans avec les Northampton Saints. Il obtient son premier titre en club en remportant la Coupe anglo-galloise 2010 après avoir battu 30-24 Gloucester lors de la finale au Sixways Stadium à Worcester. En championnat, son club termine second de la phase régulière mais est éliminé dès les demi-finales par les Saracens.
En 2011, il est recruté par le CA Brive. Il y reste une saison avant de retourner aux 
London Irish.

### En équipe nationale
Il honore sa première cape internationale en équipe d'Angleterre le 11 mars 2007 contre l'équipe de France dans le cadre du Tournoi des six nations 2007. Il est rappelé pour le Tournoi 2009 et dispute le match contre l'Italie. Il dispute ensuite les trois test matchs de novembre contre l'Australie, l'Argentine et la Nouvelle-Zélande. Il n'est pas rappelé pour disputer le Tournoi des Six Nations 2010.
- 6 sélections
- 5 points (1 pénalité, 1 transformation)
- sélections par année : 2 en 2007, 4 en 2009
- Tournoi des Six Nations disputés : 2007, 2009

## Palmarès

### En club
- Vainqueur de la Coupe anglo-galloise en 2010
- Finaliste du Guinness Permiership en 2009
- Finaliste du Challenge européen en 2006